# 摂津水都信用金庫
摂津水都信用金庫（せっつすいとしんようきんこ）は、かつて存在した信用金庫。北おおさか信用金庫の前身の一つ。大阪府茨木市に本店を置いていた（現在の北おおさか信用金庫の本店）。統一金融機関コードは、1657。大阪府北部（茨木市・吹田市・高槻市・豊中市・大阪市・摂津市・池田市・三島郡島本町・箕面市・守口市・門真市・寝屋川市）に支店を設置していた。吹田市の指定金融機関（4金融機関による輪番制）の一つであった。

## 沿革
- 1951年（昭和26年）6月15日 - 信用金庫法の施行とともに、吹田信用金庫（吹田市）・高槻信用金庫（高槻市）が誕生。
- 1966年（昭和41年）10月 - 吹田信用金庫と高槻信用金庫が合併し、摂津信用金庫となる。本部および本店営業部を大阪府茨木市に置く。
- 2003年（平成15年）3月10日 - 豊中市に本部を置く水都信用金庫と合併し、摂津水都信用金庫となる。
- 2008年（平成20年）6月2日 - 大阪府内に本店を置く信用金庫相互間ATM手数料無料サービス「しんきん大阪ゼロネット」を開始。
- 2014年（平成26年）2月24日 - 十三信用金庫と対等合併し（存続金庫は十三信金）、北おおさか信用金庫が発足[1][2][3]。

## 不祥事
- 2007年（平成19年） - 大池支店の職員が、公金（国民健康保険料、固定資産税 、市民税等）27件554,210円を横領する事件が発覚。
- 2010年（平成22年） - 豊中支店の職員が顧客17人に定期預金を作ると持ちかけて、現金約2827万円を着服する事件が発覚。
- 2010年（平成22年） - 東淀川支店の職員は、顧客5人にフリーローン計750万円を契約させ、うち約419万円を私的に借り入れ、顧客の同意を得て利息の一部を自分で負担していたことが発覚。また顧客の保険料を自分で負担したがん保険の不正契約もあった。
- 2011年（平成23年） - 本部副部長が、島本支店長在任中、顧客預金及び支店内の会費金額約210万円を横領、着服していたことが発覚。